# Kenya Airways
Kenya Airways er Kenyas nationale flyselskab, med hovedsæde på Jomo Kenyatta International Airport i Nairobi.
Selskabet blev oprettet i 1977 efter at det Østafrikanske Fællesskab (EAC) var blevet opløst, og som en konsekvens af dette, blev også East African Airways lukket ned. Derfor besluttede regeringen i Kenya at oprette deres eget flyselskab.
I Norden repræsenteres Kenya Airways af deres SkyTeam-partner Air France-KLM.

## Ejere i 2009
- Private investorer i Kenya : 30.94 %
- Air France-KLM: 26 %
- Staten Kenya: 23 %
- Investeringsforeninger i Kenya: 14.2 %
- Investeringsforeninger i udlandet: 4.47 %
- Private investorer i udlandet: 1.39 %

Der forventes at blive foretaget en udvidelse af aktiekapitalen i løbet af 2012.